# Palais Reichenbach (Kassel)

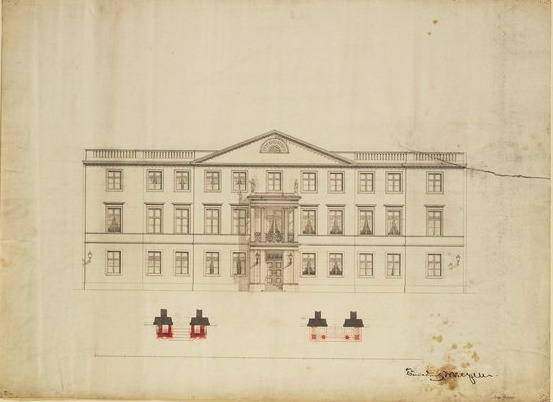
Zeichnung für den Umbau des Portals, Grundriss und Aufriss der Hauptfassade von Heinrich von Dehn-Rotfelser (1825–1885)

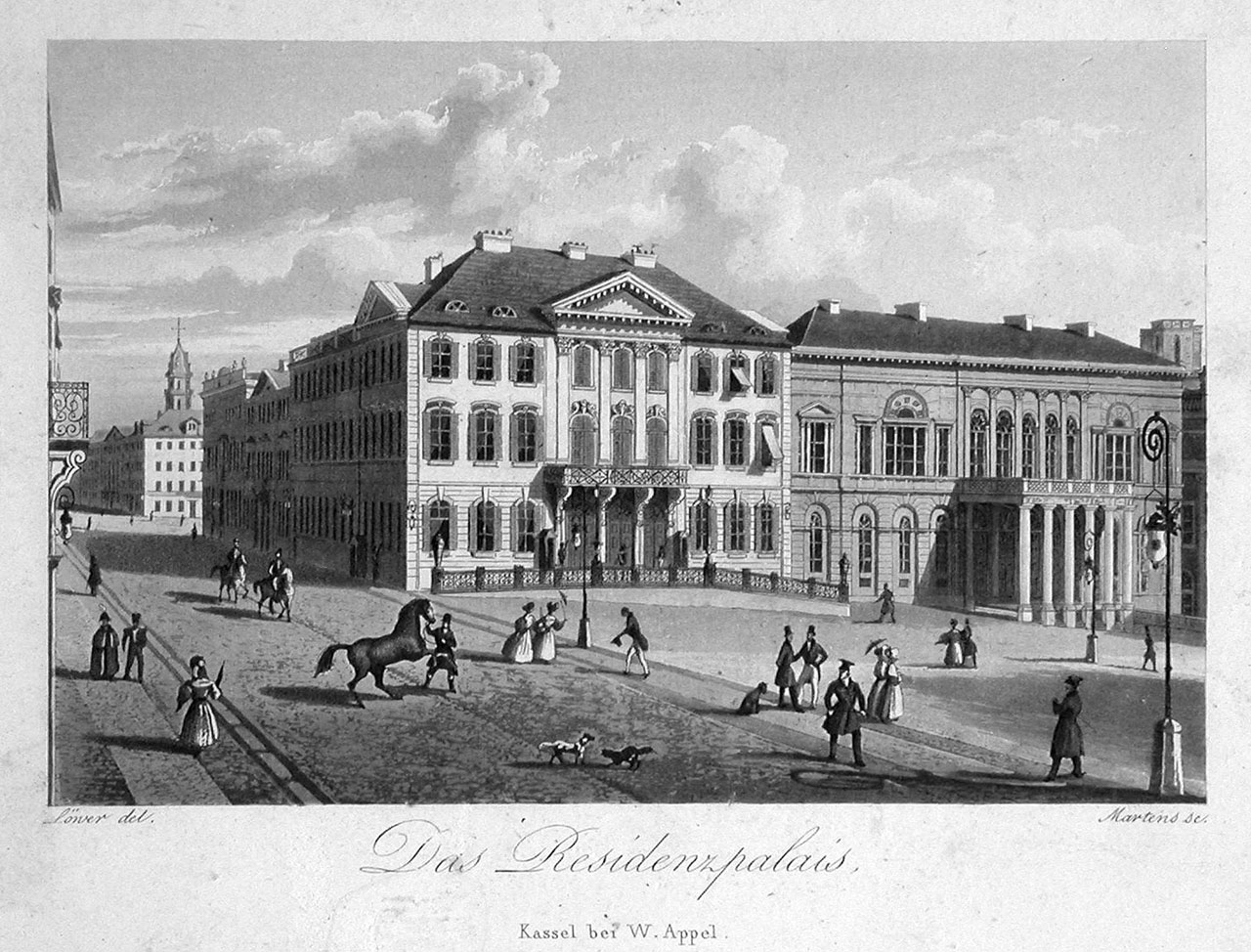
Blick auf Friedrichsplatz und Obere Königsstraße um 1840. In der Bildmitte das Weiße Palais, rechts das Rote Palais. In der Königsstraße links hinter dem Weißen Palais das Palais Reichenbach (mit Flachgiebel), dann das Palais Hessen-Rotenburg

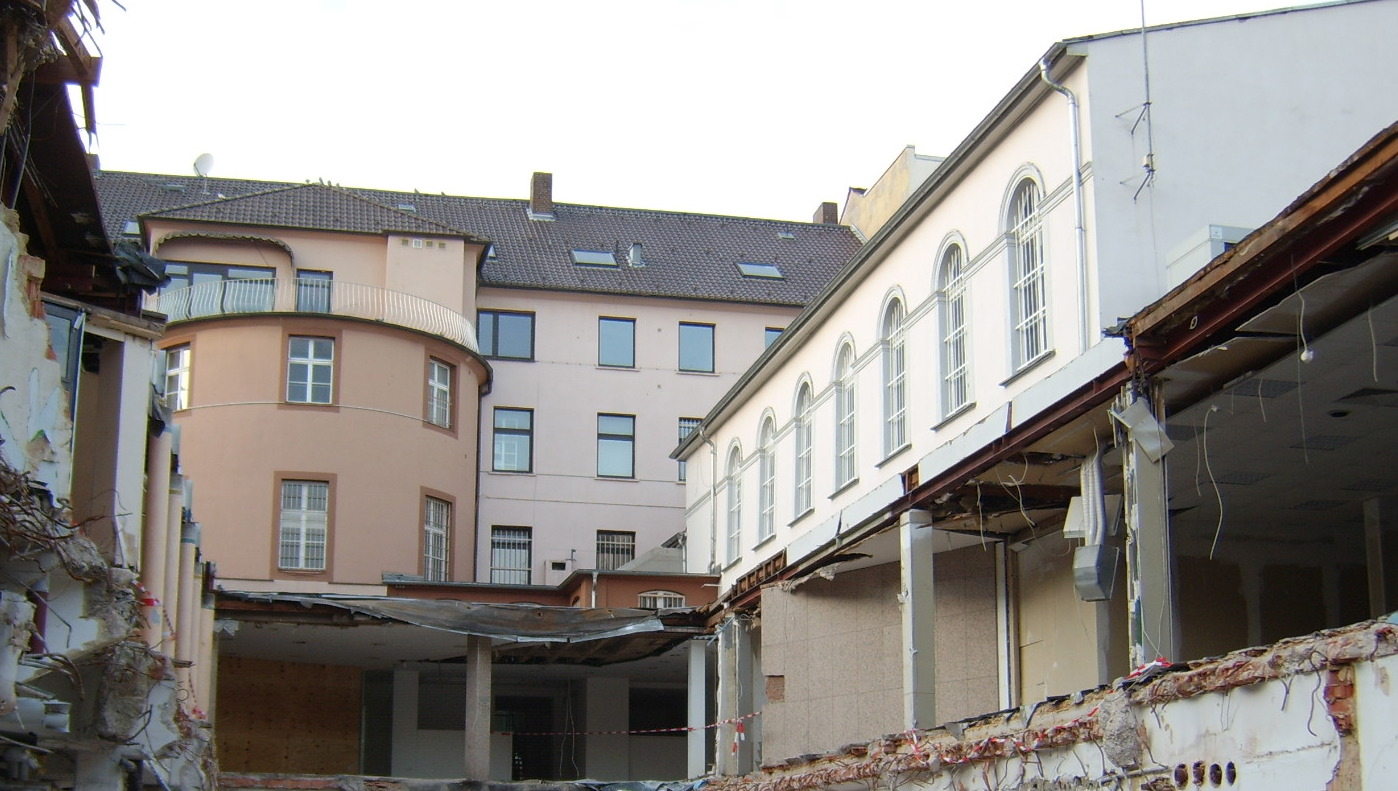
Das Palais Reichenbach beim Beginn des Abbruchs im November 2005

Das Palais Reichenbach war ein fürstliches Stadtpalais an der Oberen Königsstraße in Kassel.

## Geschichte
Der 2006 abgerissene Gebäudekomplex (heute Obere Königsstraße 30) wurde 1772 zwischen dem späteren Weißen Palais und dem Palais Hessen-Rotenburg erbaut. Nach seinem Bauherren, dem kurhessischen Generalmajor, Direktor des landgräflichen Baudepartements und Staatsminister Johann Wilhelm von Gohr, hieß es ursprünglich „Palais Gohr“ oder auch einfach „Haus Gohr“.
Nachdem 1821 Kurfürst Wilhelm II. den Thron bestiegen und das Weiße Palais durch Erweiterungen zur kurfürstlichen Residenz ausgebaut hatte, lebte seine Geliebte Gräfin Reichenbach (geb. Emilie Ortlöpp) im einstigen Palais Gohr. Aus dieser Zeit stammten das bis zum Abriss 2006 erhaltene Treppenhaus und der Seitenflügel mit dem Festsaal. Die Umbauarbeiten wurden von dem Hofarchitekten Johann Conrad Bromeis geleitet. Nach der Gräfin Reichenbach zog die Frau des letzten Kurfürsten Friedrich Wilhelm I. ein, Gertrude Gräfin von Schaumburg, Fürstin von Hanau. In dieser Zeit trug das Palais, das nun zum Gesamtkomplex des Residenzpalais gezählt wurde, auch die Namen „Palais Hanau“ und „Kleines Palais“.
In preußischer Zeit (nach 1866) wurden zuerst die Verbindungstüren zum Weißen Palais vermauert (1870), dann wurde das Gebäude 1881 ganz verkauft. Im Erdgeschoss entstand das damals sehr populäre „Palais-Restaurant“, in dem noch die historischen Ausstattungen mit Stuckdecken, Dekorationsmalereien und Seidentapeten sichtbar waren. Später wurde es zum „Hacker-Bräu“ umgebaut.
Im Verlauf des Zweiten Weltkrieges brannte das Palais nach einem britischen Bombenangriff im September 1941 und die Fassade zur Königsstraße ging verloren. Beim Wiederaufbau um 1950 wurden Treppenhaus und Seitenflügel in einen Neubau integriert – mit seiner eleganten Putzfassade und qualitätvollen Details des repräsentativen Treppenhauses eines der besten Beispielen für die Privathausarchitektur jener Zeit (die Fassade wurde allerdings um 1980 verkleidet).
Dieser gesamte Komplex wurde im Sommer 2006 einschließlich der verbliebenen historischen Bausubstanz stückweise abgerissen, um einem neuen Geschäfts- und Bürohaus Platz zu machen. Bei den Abbrucharbeiten wurden auch Reste des bereits 1911 niedergelegten Palais Hessen-Rotenburg freigelegt. Eine archäologische Aufnahme der Funde wurde nicht durchgeführt.